# Владимир Витанов
Владимир Витанов е лекар, общественик и дарител на туберкулозната болница във Велико Търново.

## Биография
Роден е в Церова кория. Неговата съпруга Донка Витанова също е родом от това село. Техният живот преминава в София. Имат две дъщери, които много млади умират от туберкулоза. В памет на двете деца, нещастните родители правят завещание.
Д-р Витанов и съпругата му още приживе даряват цялото си имущество за лечение на туберкулозно болни в Търновска област и за отделение за гръдно болни /Диспансер за пневмофтизиатрични заболявания/.

## Изпълнение на завещанието
Изпълнението на завещанието на семейство Витанови започва след смъртта им. Когато умира докторът, завещанието е било регистрирано в общината в София, но е отворено едва когато умира и съпругата му Донка. Това става в началото на 70-те години на ХХ век.
Волята на двамата дарители е прочетена пред комисия, съставена от хора на Министерството на здравеопазването, Дирекцията на народното здраве и представители на търновския диспансер по белодробни заболявания.
Диспансерът е разкрит като самостоятелен на 1 юли 1946 г. Тогава тук е имало един главен лекар д-р Петрова, един лекар, един фелдшер и една медицинска сестра. Гръдното отделение, което е съществувало преди него, е преминало към диспансера.
Когато завещанието е отворено, стана ясно, че диспансерът в старата столица притежава голям апартамент на ул. „Ангел Кънчев“ в София, а това е улица на десетина минути от НДК, в самия център на града. И още две кантори на „Позитано“. За болните от туберкулоза в Търново остава и цялата покъщнина на семейство Витанови. Всичко това е описано в протоколи, които съобщават, че ненужните вещи са разпродадени на търг и парите са дадени на търновския диспансер.
„Ние продължаваме да ползваме апартамента на д-р Витанов и днес. Там остават наши лекари, когато ходят на специализация в София. Допреди регистрацията на болниците като търговски дружества те спяха в апартамента напълно без пари. Сега сме длъжни да го отдаваме под наем. На нашите лекари го даваме за 10 лв. на вечер, на другите – за малко повече“, обяснява д-р Иванчо Драганчев – началник на диспансера.
„Завещаните“ 150 златни наполеона били завързани в кърпа и прибрани в една от стоите на апартамента в София, скрити в колан, направен от марля, и прибрани измежду скъпия порцелан на семейството. Порцеланът бил подреден в шкафове в една от стаите.
Когато наполеоните излизат наяве, се събира комисия. Тя предава богатството на БНБ. От сумата, която банката изплаща на държавата, е закупен апарат за кислородотерапия. Този апарат се нарича „Бърд“ и представлява машина, около която болните се нареждат. Тя разпръсква кислород, който им помага да дишат. Използван е в продължение на 20 г. и е бракуван през 90-те години на ХХ век.
Двете кантори, които диспансерът притежава, са отдадени под наем на софийски адвокати.

## Диспансерът
Базата на диспансера, която се намира на Света гора е построена с дарение. Тя е дело на белогвардейския генерал Фьодор Трейнман, който е началник на полевата военна болница на армията на Врангел.
След разгрома на белогвардейците през 1920 г. генералът идва в Търново и започва да търси място за туберкулозна болница. Построява я през 1937 г. и я открива с 40 легла.
След 1944 г., когато съветската армия влиза в Търново, НКВД-ците арестуват генерала. Затварят го в една постройка зад основната сграда, където Фьодор Трейнман се самоубива.